# Simulium ulyssesi
Simulium ulyssesi es una especie de insecto del género Simulium, familia Simuliidae, orden Diptera.

## Distribución
Se distribuye por Brasil.

## Taxonomía
Fue descrita científicamente por Py-Daniel & Coscaron, 2001.